# Helen Grundman
Pour les articles homonymes, voir Grundman.
Helen Giessler Grundman est une mathématicienne américaine. Elle est directrice de l'éducation et de la diversité à l'American Mathematical Society et professeure de recherche émérite en mathématiques au Bryn Mawr College. Grundman est connue pour ses recherches en théorie des nombres et ses efforts pour accroître la diversité en mathématiques.

## Formation et carrière
Helen Grundman a obtenu son doctorat en 1989 à l'Université de Californie, Berkeley, sous la direction de P. Emery Thomas.
Après avoir obtenu son doctorat, Grundman a passé deux ans en tant qu'instructeur CLE Moore au Massachusetts Institute of Technology. Elle est devenue professeure au Bryn Mawr College en 1991. En 2016, Grundman a été nommée premier directeur de l'éducation et de la diversité de l'American Mathematical Society.

## Recherches
En 1994, Grundman a prouvé que les suites de plus de 2 n nombres Harshad consécutifs en base n n'existent pas.

## Prix et distinctions
En 2017, Grundman a été sélectionnée comme membre de l'Association for Women in Mathematics dans la classe inaugurale. La même année elle est lauréate du prix Humphreys.

## Publications (sélection)
- H. G. Grundman, « Sequences of consecutive n-Niven numbers », Fibonacci Quarterly, vol. 32, no 2,‎ 1994, p. 174–175 (ISSN 0015-0517, zbMATH 0796.11002, lire en ligne). [G94]